# كاذية
الكاذية (الاسم العلمي: Pandanaceae) هي فصيلة من النباتات تتبع رتبة الكاذيات من طائفة أحاديات الفلقة. من النباتات المزهرة "كاسيات الزهور" يرجع موطنها الأصلي إلى المناطق الاستوائية من العالم القديم. وقد تم التعرف على هذه الفصيلة على نطاق واسع من قِبل العديد من علماء التصنيف.
والفصيلة الكاذية هي أشجار أو متسلقات أو شجيرات مبعثرة موزعة في استوائيات العالم القديم، وتأقلمت من مستوى البحر على الشواطئ المالحة إلى غابات الضباب الجبلية ومواطن الغابات النهرية. وثمرته عبارة عن ثمرة مفردة النواة.
هذه الفصيلة تعد فصيلة كبيرة تتألف من أربعة أجناس، في حوالي 900 نوع من الأشجار، ويتم العثور على الشجيرات والمتسلقات الجذرية في المناطق الاستوائية وشبه الاستوائية من العالم القديم، والتي تمتد من غرب إفريقيا حتى المحيط الهادئ. ومع تمتعتها بمجموعة جنسية شديد التغير والتعقيد، يكون للساق جذور هوائية داعمة لتوفر الدعم، وتظهر تفرعًا كاذب المحور. وتحمل الساق ندوب أوراق بارزة. وهذه الفصيلة هي أشجار وشجيرات ثنائية الجنس شبيهة بالنخيل غالبًا يُطلق عليها اسم نخيل، ولكن هذه النباتات ليست قريبة الصلة بأشجار النخيل. والأوراق طويلة ورفيعة للغاية ومغلفة وبسيطة وغير مقسمة، وتتميز بعروق متوازية؛ وتكون حواشي الأوراق والأضلاع الوسطى المتجهة نحو المحور عادة مليئة بالأشواك. النباتات ثنائية الجنس. وتفتقر الأزهار المؤنثة والمذكرة إلى كأس الزهرة والتويج. والنورات محمولة دائمًا. والأزهار مصغرة، ومرتبة في نويرة إغريضية عنقودية بإغريض أو قنابة والتي قد تكون ملونة بألوانٍ فاتحةٍ. وتحتوي ذكور الأزهار على العديد من السَدَاة المرتبة في عنقود أو مِظَلَّة بخيوط حرة أو مصهورة. ولإناث الأزهار مبيض متفوق، عادة من العديد من الكربلات في دائرة، ولكن قد تتقلص لصف من الكربلات أو كربلة واحدة. والفاكهة هي حبات أو حسلات متعددة الأعين، وهي صالحة للأكل.
وتكبر بسرعة مقبولة. والنباتات بارزة في الثقافة، الصحة، والأهمية الاقتصادية في المحيط الهادئ، في المرتبة الثانية بعد جوز الهند على الجزر المرجانية. في ثقافة وعادات الهادئ، متضمنة الطب المحلي.
والمئات من الأنواع المزروعة، المعروفة بالجمع في الهادئ ولكن تقتصر على العديد من العادات الثقافية المنفصلة، معروفة بأسمائها المحلية وخصائص فاكهتها، أفرعها، وأوراقها. وتنمو بريًا بشكل أساسي في الخضرة شبه الطبيعية في المواطن الساحلية بطول المناطق الاستوائية وشبه الاستوائية في الهادئ، حيث تستطيع تحمل الجفاف، الرياح العاتية، ورذاذ الملح. وتنتشر بصورة جاهزة من البذرة، ولكنها انتشرت بتوسع أيضًا من قطع الأفرع من قِبل السكان المحليين.
إن الفصيلة الكاذية فصيلة قديمة من أحاديات الفلقة ثنائية الجنس تعود من أوائل إلى أوساط العصر الطباشيري، وتتكون من أربعة أجناس: مارتيلليديندرون (Martellidendron) وسارارانجا (Sararanga) وفريسينتيا (Freycinetia) وبانداناس (Pandanus). والتحليل الكلاديستيكي (cladistic analysis) للفصيلة الكاذية المبني على متسلسلة الحمض النووي الريبوزي منقوص الأكسجين (DNA) لأربع شظايا cpDNA (trnL إنترون والفواصل الثلاثة بين الجينية وtrnL-F وtrnS-ycf9 وatpB-rbcL) في ترتيب لتفسير العلاقات البين جينية في الفصيلة. تظهر النتائج أن جِنس Pandanus، المحصورة حاليًا، كانت biphyletic، بأعضاء من الجِنس الفرعي للمحيط الهندي Martellidendron، الأخت للجِنس الهندي ماليزي Freycinetia في الفرع الحيوي الذي يتضمن الجِنس الماليزي Sararanga أيضًا، وأن بقية أعضاء جِنس Pandanus يشكلون فرعًا حيويًا مدعومًا جيدًا. إذًا فجِنس Martellidendron معترف به كجِنس مميز، مقيد بذلك الجِنس أحادي العرق Pandanus. وتتكون Martellidendron من سبعة أنواع. والدرجة العالية من الاختلافات التشكلية بين أجِناس الفصيلة الكاذية توحي بالإشعاع السريع المبكر كما يُلاحظ عند بعض الأنواع أحادية العرق الأخرى. وتشير البيانات الجزيئية إلى أيضًا أن أنساب جِنس الكاذي في حوض المحيط الهندي هي غالبًا نتيجة كل من تقسيم الكائنات وفقًا للحدود الجغرافية (Vicariance) والانتشار التدريجي بعيد المدى بدءًا من آسيا خلال المحيط الهندي، على سبيل المثال، أنواع monocarpellate الشوكية في شرقي منخفص مدغشقر.
نظام APG II، لعام 2003 (غير المختلف عن نظام APG، لعام 1998)، يتعرف أيضًا على تلك الفصيلة، ويدرجها في رتبة كاذيات في فرع أحاديات العرق الحيوي.

## التصنيف
- الكاذياوات
  - الكاذي

تتكون الفصيلة الكاذية من خمسة أجناس، أهمها (الكاذي)، وهي:
- Callm. & Buerki) Benstonea)
- Freycinetia جوديش (Gaudich).
- Martellidendron (بيك سيرم. (Pic.Serm)) كالم (Callm). وشاسوت (Chassot)
- Pandanus  باركينسون (Parkinson) الكاذي
- Sararanga  هيمسل (Hemsl).